# Gare de Yonohommachi
La gare de Yonohommachi (与野本町駅, Yonohommachi-eki) est une gare ferroviaire de la ville de Saitama, dans la préfecture éponyme au Japon. Elle est située dans l'arrondissement de Chūō. La gare est gérée par la East Japan Railway Company (JR East).

## Situation ferroviaire
La gare de Yonohommachi est située au point kilométrique (PK) 34,0 de la ligne Saikyō.

## Histoire
La gare a été inaugurée le 30 septembre 1985.

## Services aux voyageurs

### Accès et accueil
La gare dispose d'un bâtiment voyageurs, avec guichet, ouvert tous les jours.

### Desserte
- Ligne Saikyō :
  - voie 1 : direction Ōsaki (interconnexion avec la ligne Rinkai pour Shin-Kiba)
  - voie 2 : direction Ōmiya (interconnexion avec la ligne Kawagoe pour Kawagoe)